# Dmitri Semjonowitsch Japarow
Dmitri Semjonowitsch Japarow (russisch Дмитрий Семёнович Япаров; * 1. Januar 1986 in Moschga, Russische SFSR) ist ein russischer Skilangläufer.

## Werdegang
Japarow startete im Dezember 2007 erstmals im Eastern-Europe-Cup. Dabei belegte er in Krasnogorsk den 51. Platz über 15 km klassisch. In der Saison 2010/11 kam er im Eastern-Europe-Cup fünfmal unter die ersten Zehn, darunter Platz zwei im Skiathlon in Syktywkar und errang zum Saisonende den vierten Platz in der Gesamtwertung. Seine ersten Starts im Weltcup hatte er bei der Tour de Ski 2010/11, die er auf dem 23. Platz beendete. Dabei erreichte er in Oberstdorf mit dem zehnten Platz im Sprint seine erste Top-Zehn-Platzierung im Weltcup. In der Saison 2011/12 belegte er den 18. Platz bei der Tour de Ski 2011/12 und den 27. Rang beim Weltcup-Finale in Falun. Im Februar 2012 kam er beim Weltcup in Nové Město mit dem zweiten Platz mit der Staffel erstmals aufs Podest. Die Saison beendete er auf dem 36. Platz im Gesamtweltcup. Nach Rang acht bei der Nordic Opening in Kuusamo zu Beginn der Saison 2012/13, errang er den 19. Platz bei der Tour de Ski 2012/13. Im Februar 2013 holte er in Sotschi zusammen mit Maxim Wylegschanin im Teamsprint seinen ersten Weltcupsieg. Beim Saisonhöhepunkt den Nordischen Skiweltmeisterschaften 2013 im Fleimstal belegte er den 13. Platz im Sprint und den 11. Rang im 50-km-Massenstartrennen. Beim Weltcup-Finale in Falun kam er auf den 21. Platz und erreichte den 19. Platz im Gesamtweltcup. Zu Beginn der Saison 2013/14 errang er bei der Nordic Opening in Kuusamo den 28. Platz. Dabei belegte er bei der Etappe über 10 km den dritten Platz. Es folgte in Lillehammer ein Weltcupsieg mit der Staffel. Bei den Olympischen Winterspielen 2014 in Sotschi gewann er mit der Staffel die Silbermedaille, die Anfang November 2017 dem russischen Team wegen des Dopings von Alexander Legkow aberkannt wurde. Zudem kam er auf den 16. Platz über 15 km klassisch. Zum Saisonende belegte er 29. Platz beim Weltcup-Finale in Falun und erreichte den 36. Platz im Gesamtweltcup und den 12. Rang im Distanzweltcup. In der folgenden Saison errang er den 57. Platz bei der Nordic Opening in Lillehammer und den 33. Platz bei der Tour de Ski 2015. Sein bestes Saisonresultat im Weltcup war der 13. Platz über 10 km klassisch in Toblach. In der Saison 2015/16 startete er vorwiegend im Eastern-Europe-Cup. Dabei kam er sechsmal unter die ersten Zehn, darunter Platz drei über 10 km klassisch in Minsk. Im Februar 2016 holte er in Krasnogorsk über 15 km klassisch seinen ersten Sieg im Eastern-Europe-Cup und belegte zum Saisonende den fünften Rang in der Gesamtwertung.

## Erfolge

### Weltcupsiege im Team
| Nr. | Datum            | Ort         | Disziplin                         |
| --- | ---------------- | ----------- | --------------------------------- |
| 1.  | 3. Februar 2013  | Sotschi     | 6 × 1,8 km Teamsprint klassisch 1 |
| 2.  | 8. Dezember 2013 | Lillehammer | 4 × 7,5 km Staffel 2              |

### Siege bei Continental-Cup-Rennen
| Nr. | Datum            | Ort         | Disziplin       | Serie              |
| --- | ---------------- | ----------- | --------------- | ------------------ |
| 1.  | 12. Februar 2016 | Krasnogorsk | 15 km klassisch | Eastern Europe Cup |

## Platzierungen im Weltcup

### Weltcup-Statistik
Die Tabelle zeigt die erreichten Platzierungen im Einzelnen.
- 1.–3. Platz: Anzahl der Podiumsplatzierungen
- Top 10: Anzahl der Platzierungen unter den ersten zehn
- Punkteränge: Anzahl der Platzierungen innerhalb der Punkteränge
- Starts: Anzahl gelaufener Rennen in der jeweiligen Disziplin
- Hinweis: Bei den Distanzrennen erfolgt die Einordnung gemäß FIS.

| Platzierung            | Distanzrennen a | Distanzrennen a | Distanzrennen a | Distanzrennen a | Distanzrennen a | Skiathlon Verfolgung | Sprint | Etappen- rennen b | Gesamt | Team c | Team c  |
| Platzierung            | ≤ 5 km          | ≤ 10 km         | ≤ 15 km         | ≤ 30 km         | > 30 km         | Skiathlon Verfolgung | Sprint | Etappen- rennen b | Gesamt | Sprint | Staffel |
| ---------------------- | --------------- | --------------- | --------------- | --------------- | --------------- | -------------------- | ------ | ----------------- | ------ | ------ | ------- |
| 1. Platz               |                 |                 |                 |                 |                 |                      |        |                   |        | 1      | 1       |
| 2. Platz               |                 |                 |                 |                 |                 |                      |        |                   |        |        | 1       |
| 3. Platz               |                 |                 |                 |                 |                 |                      |        |                   |        |        |         |
| Top 10                 |                 |                 | 1               |                 | 1               |                      |        | 1                 | 3      | 1      | 5       |
| Punkteränge            |                 |                 | 6               |                 | 2               | 3                    | 3      | 8                 | 22     | 2      | 6       |
| Starts                 |                 |                 | 10              |                 | 2               | 4                    | 6      | 10                | 32     | 2      | 6       |
| Stand: 14. Januar 2015 |                 |                 |                 |                 |                 |                      |        |                   |        |        |         |

### Weltcup-Gesamtplatzierungen
| Saison  | Gesamt | Gesamt | Distanz | Distanz | Sprint | Sprint |
| Saison  | Punkte | Platz  | Punkte  | Platz   | Punkte | Platz  |
| ------- | ------ | ------ | ------- | ------- | ------ | ------ |
| 2010/11 | 115    | 54.    | 57      | 46.     | 26     | 65.    |
| 2011/12 | 279    | 36.    | 173     | 29.     | 46     | 43.    |
| 2012/13 | 368    | 19.    | 167     | 28.     | 69     | 28.    |
| 2013/14 | 222    | 36.    | 196     | 12.     | 16     | 72.    |
| 2014/15 | 33     | 102.   | 33      | 60.     | -      | -      |
| 2015/16 | 2      | 148.   | 2       | 95.     | -      | -      |